# Editorische Notiz
Editorische Notiz (auch „Editorischer Bericht“ genannt) ist ein Begriff aus der Editionswissenschaft oder Editionsphilologie. Der Herausgeber eines Werkes gibt darin Rechenschaft über die von ihm angewandte Methode seiner Edition eines Textes. Das wird in der Regel dort nötig, wo er auf mehrere ältere Fassungen des zu edierenden Textes zurückgreifen kann, die sich in Orthographie, Interpunktion, Wortschatz, Sprachstand und Umfang unterscheiden können und daher dem Herausgeber eine Entscheidung abverlangen, nach welcher seiner Vorlagen und in welcher eventuell modifizierter Form er dieser zu folgen beabsichtigt. Auf diese Weise wird der Leser in die Lage versetzt, das editorische Verfahren des Herausgebers nachzuvollziehen.
Je älter das Original eines zu edierenden Textes ist und je mehr Fassungen eines solchen vorliegen, desto dringlicher wird die Beigabe einer Editorischen Notiz zur jeweiligen Textedition. Dennoch verzichten vor allem billig gemachte Ausgaben nicht selten darauf. Im Extremfall werden selbst Kürzungen der Vorlagen, Modernisierungen des Sprachstandes oder andere willkürliche Eingriffe des Herausgebers nicht vermerkt. Das Auftauchen einer Editorischen Notiz (manchmal auch im Vorwort oder im Nachwort des Herausgebers formuliert) ist daher ein wichtiges Indiz für eine verlässliche Edition.

## Geschichte
Ihre historischen Wurzeln hat die Editorische Notiz in der Methode der Textkritik, wie sie in der Zeit um 1800 vor allem von der Deutschen Philologie des Mittelalters und der Klassischen Philologie entwickelt wurde. Die damals zu edierenden Texte waren zum großen Teil bislang nicht in gedruckter Form veröffentlicht worden und lagen in zahlreichen mittelalterlichen Handschriften aus verschiedenen Epochen und in zum Teil stark abweichender Form vor. Das machte eine sorgfältige Abwägung seitens der Herausgeber nötig, in welcher Weise sie zu einer kritischen Ausgabe des Textes gelangen konnten.  